# Scalable Link Interface
Scalable Link Interface (SLI) är en teknik från Nvidia som tillåter sammanlänkning av fler än ett grafikkort i samma dator i syfte att öka den grafiska prestandan, genom att man låter två grafikkort dela på arbetsbelastningen och på så sätt minskar belastningen för varje enskild GPU. Tekniken att låta två grafikkort samarbeta användes redan år 1998 av 3dfx med deras Scan Line Interleave (SLi). Även om 3dfx nu ägs av Nvidia så har tekniken ändrats väsentligt. Det var först under 2004 som Nvidia valde att återta konceptet med att sammankoppla två grafikkort för utökade prestanda. 

## SLI - Tekniken

### Hur SLI sammankopplas
För att sammankoppla två grafikkort i SLI krävs förutom ett moderkort som har stöd för SLI, även en så kallad SLI-brygga, detta eftersom bandbredden inte är tillräcklig från chipset, och genom att man sammanlänkar grafikkorten med en separat SLI-brygga så utökas bandbredden. Men när två grafikkort med mindre GPU sammankopplas så krävs inte alltid SLI-brygga mellan korten, eftersom dessa kort inte kräver lika stor bandbredd, och chipset räcker till.

### Arbetsuppdelning
När två grafikkort är sammankopplade i SLI och renderar 3D-bilder, finns det i huvudsak två olika sätt för att dela upp arbetsbelastningen mellan grafikkorten. Split frame rendering och Alternate frame rendering.

### Split Frame Rendering (SFR)
Två sammankopplade grafikkort delar upp arbetsbelastningen genom att ett kort tar hand om den övre delen av skärmen och det andra ägnar sig åt den nedre delen av skärmen. Data i framebuffern slås sedan samman och skickas ut till monitorn. Men det är inte alltid så att korten delar upp det hela exakt lika, till exempel om den nedre delen av bilden har en mer komplex uppbyggnad medan än den övre, eller tvärtom. Företaget Nvidia har tagit fram speciella lastbalanseringsscheman som ska hantera det så bra som möjligt. Algoritmerna arbetar på så sätt att om en GPU har väldigt mycket att göra och därmed behöver mer tid på sig för att färdigställa bilden den arbetar med, så ser drivrutinen till att inte förse denna GPU med ännu mer jobb.

### Alternate Frame Rendering (AFR)
Varje GPU renderar varannan bildruta i stället för varannan linje, men om en GPU inte hinner göra klart den ruta den tilldelats så skickas arbetet i stället över till den andra. Prestandamässigt är det denna teknik som Nvidia själva anser bättre, men det finns personer som säger sig uppleva viss fördröjning vid extremt snabba rörelser i främst First Person Shooters.

## SLI - Kombinationer

### 2-vägs SLI
Denna kombination av SLI var den första som introducerades 2004. Det är också den mest vanliga kombinationen av SLI. 
Normal prestandaökning med två separata grafikkort i SLI i tillämpningar så som spel är runt 1.8x mot ett enskilt kort. Ofta varierar dock prestandaökningen, beroende på hur optimerade drivrutiner som finns tillgängliga.

### Quad SLI
I början på 2007 visade Nvidia upp en ny teknik för att kombinera två stycken grafikkort med dubbla GPU:er. Tekniken kallas för Quad SLI, och fungerar på ett liknande sätt som 2-vägs SLI. Den största skillnaden för Quad SLI är att 4 separata GPU:er kan arbeta tillsammans för att dela upp arbetsbelastningen. 

### 3-vägs SLI
Från slutet av 2007 introducerades SLI teknik som kunde hantera upp till tre stycken separata grafikkort. Men enbart ett fåtal grafikkort hade stöd för tekniken. Successivt har antalet grafikkort med stöd för tekniken ökat. Sedan Nvidia lanserade grafikprocessorn GT200, har alla "high-end" grafikkort haft stöd för 3-vägs SLI.  
Enligt Nvidia själva, blir prestandavinsten upptill 2.8X när 3 stycken grafikkort kombineras i SLI. Men det krävs väldigt optimerade drivrutiner för att uppnå sådan prestandaskalning.

### 4-vägs SLI
I början på 2010 introducerade Nvidias partnertillverkare Asus, teknik som kunde hantera upp till 4 separata grafikkort. Till skillnad från Quad SLI som hanterar fyra stycken separata GPU:er, har 4-vägs SLI möjlighet att hantera fyra separata grafikkort med vardera en GPU. 
Idag klarar enbart ett fåtal moderkort på marknaden av att hantera ända upp till fyra stycken separata grafikkort i SLI.